# جوني فاسكيز
جوني فاسكيز (بالإسبانية: Jhonny Alexander Vásquez)‏ هو لاعب كرة قدم كولومبي في مركز الوسط، ولد في 23 يوليو 1987 في سانتاندير دي كيليجاو في كولومبيا. لعب مع أتلتيكو جونيور وديبورتيفو كالي.

## وصلات خارجية
- جوني فاسكيز على موقع قاعدة بيانات كرة القدم.إي يو (الإنجليزية)
- جوني فاسكيز على موقع Soccerway.com (الإنجليزية)
- جوني فاسكيز على موقع AS.com (الإسبانية)